# Amtsgericht Gemünden (Wohra)
Das Amtsgericht Gemünden war ein Amtsgericht in Gemünden (Wohra).

## Vorgeschichte
Das Justizamt Haina bestand nur von 1821 bis 1824. Nachdem es aufgelöst und dem Justizamt Rosenthal zugeordnet wurde, wurde von Seiten des Justizministeriums des Kurfürstentums Hessen angeordnet, dass einmal wöchentlich Gerichtstag in Gemünden für die Prozesse aus dem ehemaligen Justizamt Haina zu halten sei. Es ist unbekannt, wie lange dies aufrechterhalten wurde.

## Geschichte
Im Jahre 1932 wurde das Amtsgericht Rosenthal (gemeinsam mit dem Amtsgericht Rauschenberg) aufgelöst und dessen Aufgaben an die Amtsgerichte Frankenberg, Jesberg und Kirchhain verteilt.
Die Stadt Gemünden hatte sich bereits seit langem um ein eigenes Amtsgericht bemüht. Nach der Machtergreifung der Nationalsozialisten war sie erfolgreich. Das Gesetz vom 29. August 1933 und die Verordnung vom 15. September 1933 richteten das Amtsgericht Gemünden ein, nachdem die Stadt sich bereit erklärt hatte, ein Gerichtsgebäude (Adresse Grüsener Straße 9) kostenfrei bereitzustellen.
Im Jahre 1943 wurde das Gericht in eine Zweigstelle des Amtsgerichtes Kirchhain umgewandelt. Von 1945 bis 1948 blieb es ganz geschlossen um danach als Zweigstelle des Amtsgerichtes Kirchhain erneut eröffnet zu werden. Am 1. Juli 1973 wurde es Zweigstelle des Amtsgerichtes Frankenberg. Im Jahr 2004 wurde die Zweigstelle Gemünden aufgelöst und die Aufgaben und Beschäftigten nach Frankenberg verlagert.
Einziger Richter in Gemünden war vom 1. September 1933 an bis zu dessen Kriegsdienst Amtsgerichtsrat Erich Schäfer.